# Themeda gigantea
Themeda gigantea là một loài thực vật có hoa trong họ Hòa thảo. Loài này được (Cav.) Hack. ex Duthie miêu tả khoa học đầu tiên năm 1888.